# Istočni Drvar
Istočni Drvar (česky doslovně Východní Drvar) je název pro obec (opštinu), která se nachází v Bosně a Hercegovině, v západní části, v blízkosti pohoří Klekovača a Srnetica. Administrativně je součástí Republiky srbské. Historicky vznikla po podepsání daytonské dohody v roce 1995 vyčleněním území, které získala Republika srbská z původní obce/općiny Drvar. 
Součástí opštiny Východní Drvarti jsou sídla Potoci, Srnetica a Uvala. V roce 2013 bylo v obci evidováno 79 lidí.
Původně byla opština známa pod názvem Srbský Drvar/Srpski Drvar, ale tento název byl v roce 2004 změněn na současný. V první polovině 20. století se zde nacházel dopravní uzel úzkorozchodné železnice. 